# Alfred Nichels
Alfred Frans Nichels  (Aalst, 5 april 1873 - aldaar, 27 september 1949) was een Belgisch politicus voor de BWP.

## Levensloop
Hij was de zoon van Albéric Nichels, gemeenteraadslid te Aalst en Oost-Vlaams provincieraadslid. Tevens was hij de achterkleinzoon van jonkheer Emmanuel Franciscus Nichels.
Nichels was bediende binnen de socialistische zuil. Hij was voorzitter van de BWP afdeling Aalst en medestichter en lokaal secretaris van verschillende vakbonden te Aalst. Tevens was hij aldaar directeur van de coöperatie Hand in Hand en lokaal secretaris van de ziekenkas aldaar. Tijdens de Eerste Wereldoorlog was hij lid van het Aalsters en Oost-Vlaams Hulp- en Voedingscomité, en tijdens de Tweede Wereldoorlog trad hij toe tot het Verzet. 
Hij werd gemeenteraadslid te Aalst (vanaf 1921), schepen (1924-1925 en 1927-1933) en burgemeester (1933-1947, met onderbreking tijdens de Duitse bezetting). Hij werd in 1919 verkozen tot volksvertegenwoordiger in het arrondissement Aalst en vervulde dit mandaat tot in 1946.